# Mooreana
Mooreana is een geslacht van vlinders van de familie dikkopjes (Hesperiidae), uit de onderfamilie Pyrginae.

## Soorten
- M. princeps (Semper, 1892)
- M. trichoneura (Felder & Felder, 1860)